# 巴黎印象记
《巴黎印象记》，是由晚清外交家陈季同所著，以一个中国人身份记录法国巴黎的风俗人情。原書以法文寫作。該作品在當時的法國有一定的影響力。

## 中譯本
《巴黎印象记 （页面存档备份，存于）》：段映虹譯，廣西師範大學：2006年3月。ISBN 9787563359356